# بورو (محطة مترو أنفاق لندن)
بورو (بالإنجليزية: Borough)‏ هي إحدى محطات مترو أنفاق لندن. تقع على خط نورذيرن أفتتحت في المنطقة (Zone) رقم 1 أفتتحت في 18 ديسمبر 1890. 